# Història del programari lliure i de font oberta

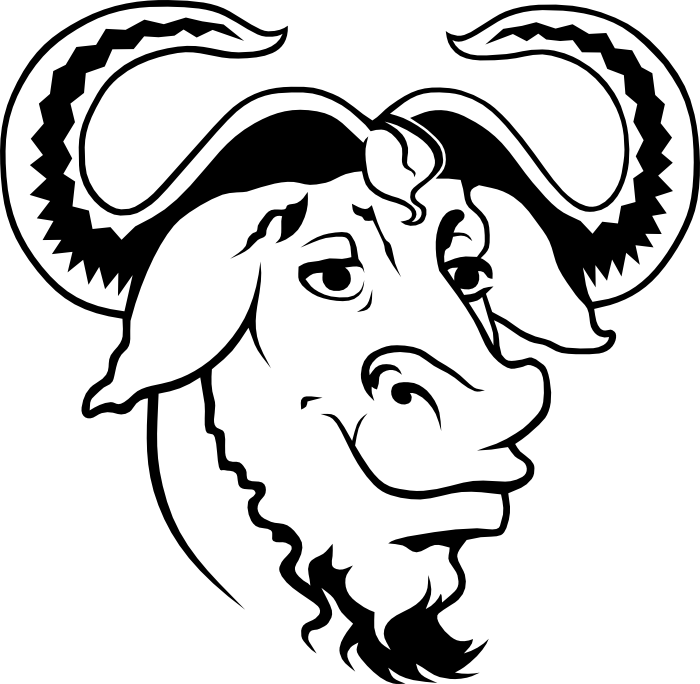
La mascota de la fundació GNU

El moviment del programari lliure i de font oberta es va iniciar l'any 1983, tot i que existien projectes anteriors a aquest any que podrien haver coincidit, parcialment o totalment, amb la definició moderna de programari lliure: programari que qualsevol usuari pot emprar, estudiar, modificar i redistribuir (en anglès es pot interpretar el "free" com a lliure o com a gratuït, podent induir a confusió, però el sentit de la frase sempre és referent a la llibertat).
El va iniciar en Richard Stallman com a reacció a la tendència creixent dels desenvolupadors a blocar aquestes llibertats en publicar només les versions executables del programari i a no publicar-ne el codi font.
Stallman argumenta que aquest és un imperatiu social per a tot el programari que es distribueixi, més que no pas una simple opció tècnica que només té valor pràctic en certs contextos. L'any 1998, persones que estaven a favor del programari lliure, però no estaven d'acord que fos un imperatiu social, van començar a emprar el terme programari de font oberta, presentant aquesta opció com un avantatge tècnic.

## Tècniques de compartició anteriors al programari
El concepte de compartició d'informació tecnològica és molt anterior als ordinadors. Per exemple, les receptes de cuina s'han compartit i combinat des del principi de la cultura humana.
A les primeries del desenvolupament de l'automòbil, un grup de monopolistes molt importants tenien els drets sobre la patent d'un motor de dos temps de benzina, registrat inicialment per George B. Selden. En controlar aquesta patent varen ser capaços de monopolitzar la indústria i forçar als constructors de cotxes a doblegar-se a les seves peticions o arriscar-se a rebre una demanda. L'any 1911, el constructor independent Henry Ford va guanyar una disputa sobre la patent Selden. El resultat va ser que la patent de Selden va esdevenir inútil i es va crear una nova associació, que posteriorment es va convertir en la Motor Vehicle Manufacturers Association. La nova associació va establir un acord de llicenciament creuat entre tots els fabricants d'automòbils dels Estats Units: tot i que cada empresa desenvoluparia tecnologia pròpia i registraria patents, les compartirien entre els membres de l'associació sense remuneració econòmica. En l'època en què els EUA van entrar a la Segona Guerra Mundial, s'estaven compartint 92 patents de Ford i 515 d'altres fabricants, sense cap intercanvi monetari (ni demandes judicials).

## El programari lliure abans dels anys 80
Anteriorment al moviment del programari lliure i de l'aparició del terme "programari lliure" ja existien comunitats de programari comparables a les comunitats de programari lliure actuals. Segons en Richard Stallman, la comunitat de compartició de programari del MIT existia de "molt abans" que ell s'hi involucrés l'any 1971. Durant els anys 50 i 60, pràcticament tot el programari el feien els acadèmics informàtics i investigadors d'empresa treballant plegats. Així, solien distribuir-lo segons els principis d'apertura i cooperació, llargament establerts en el món acadèmic, ja no es veia com un producte en si mateix. En aquesta època, el codi font, la forma llegible pels humans del programari, es solia distribuir amb el mateix programari perquè els usuaris el modificaven sovint ells mateixos per adaptar-lo a diferent maquinari, sistemes operatius on aquest no funcionava sense adaptar-lo o per arreglar errors o afegir noves funcionalitats.
El sistema A-2, desenvolupat per la divisió UNIVAC de Remington Rand el 1953, es va entregar als seus usuaris amb el codi font. Se'ls convidava a enviar les seves millores a UNIVAC. Per tant, es considera que l'A-2 va ser el primer exemple de programari lliure i de font oberta.
A partir de 1967, un sistema operatiu per al sistema mainframe d'IBM, l'Airline Control Program (ACP) també es va distribuir amb el codi font adjunt. Es van crear alguns grups d'usuaris com els de l'IBM 701, anomenat SHARE i el de Digital Equipment Corporation (DEC), anomenat DECUS per facilitar l'intercanvi de programari.
Per tant, en aquesta època el programari era lliure, no tant per un esforç conjunt dels usuaris i desenvolupadors del programari, sinó per necessitat i per una voluntat de mostrar una cultura acadèmica diferenciada, així com per requeriments de compatibilitat i portabilitat. Els usuaris també temien que el programari privatiu (tancat) pogués contenir backdoors que permetessin al distribuïdor del programari atacar els sistemes operatius, fent impossible veure el que feien, atès que els mecanismes de seguretat eren pràcticament inexistents.
Les implementacions del Tiny Basic publicades l'any 1975 i següents al Dr. Dobb's Journal, van ser un altre exemple de programari distribuït com programari lliure i es desenvolupava de forma col·laborativa sense cap impuls centralitzat.
De forma molt similar als estàndards oberts, els investigadors amb accés a la Xarxa de l'Agència de Projectes de Recerca Avançada (ARPANET) empraven un procés anomenat Request for Comment(RFC), petició de comentaris, per a desenvolupar protocols de comunicació de xarxes. Aquest procés col·laboratiu dels anys 60 va portar al naixement de la Internet l'any 1969.
Algun del programari lliure que es va desenvolupar durant els anys 70 es segueix desenvolupant i utilitzant, com el TeX (desenvolupat per en Donald Knuth i l'SPICE.

### Declivi inicial del programari lliure
A finals dels anys 60 es va iniciar el canvi: atès que els sistemes operatius i els compiladors dels llenguatges de programació van evolucionar, el cost de producció del programari va créixer de forma dramàtica. Una creixent indústria del programari competia amb els productes que incloïen els fabricants de maquinari amb els seus productes (el cost del programari s'incloïa en el cost del maquinari), les màquines arrendades requerien suport pel programari tot i que aquest no generava ingressos i que alguns usuaris se'n sortien pel seu compte per adaptar-lo a les seves necessitats. Mentre algun programari es seguia distribuint sense cost, hi havia una creixent quantitat de programari que es venia amb llicència restrictiva.
A l'inici dels anys 70, AT&T va distribuir les versions preliminars del UNIX al govern i investigadors acadèmics sense cost, però aquestes versions no permetien la seva redistribució o distribuir-ne versions modificades i, per tant, no era programari lliure en el sentit modern de la frase. Després que el UNIX esdevingués ampliés la seva implantació a l'inici dels anys 80, AT&T va aturar la seva lliure distribució i va començar a cobrar pels pedaços que publicava. Com que era prou complicat migrar a una altra arquitectura, molts investigadors van pagar per les llicències comercials.
Al final dels anys 70 i inicis dels 80, els venedors d'ordinadors i les empreses de programari van començar a cobrar de forma rutinària per les llicències de programari, promocionant-los com a "Productes Programa" i imposant restriccions legals sobre els nous desenvolupaments de programari, ara considerats com actius, amb drets d'autor, marques registrades i contractes d'arrendament. El 1976, en Bill Gates va escriure un assaig titulat Carta oberta als afeccionats, en la que expressava la seva consternació per l'àmplia implantació de l'Altair BASIC en el món dels afeccionats sense pagar-ne el cost de la llicència. El 1979, AT&T va començar a fer complir les seves llicències en decidir que podia treure profit de la venda del sistema UNIX.

## Anys 80 i 90

### Cintes DECUS
A l'inici dels anys 80, les anomenades Cintes DECUS eren una forma singular de transmissió a nivell mundial del programari lliure. Els sistemes operatius eren usualment programari privatiu, però nombroses eines com l'editor de text Teco, el Runoff o el List (utilitat de llistat d'arxius), etc. les havien desenvolupat per a fer més fàcil la vida dels usuaris, i es distribuïen en cintes DECUS. Aquests paquets d'utilitats beneficiaven a DEC, la qual a vegades les incorporava a noves versions del seu sistema operatiu privatiu. Fins i tot s'hi distribuïen els compiladors i, per exemple, el Ratfor (i el Ratfiv) ajudaven als investigadors a passar de programar en Fortran a la programació estructurada en altres llenguatges de programació (suprimint la sentència GO TO).

### Les comunitats de compartició en línia de programari dels anys 80
Als anys 80, de forma paral·lela al moviment del programari lliure, es distribuïa programari amb el codi font a les xarxes de BBS (de l'anglès Bulletin Board System). Això a vegades era una necessitat; el programari escrit en BASIC i altres llenguatges interpretats només es podien distribuir amb el codi font i molt d'ell era programari gratuït. Quan la gent va començar a recopilar aquest codi font i a muntar BBS per a discutir de forma específica la seva modificació, aquests van passar a ser, de fet, sistemes de font oberta.
Un dels exemples més obvis d'això és un dels sistemes BBS més emprats, WWIV, desenvolupat inicialment en BASIC per Wayne Bell. Va créixer de forma tan gran una cultura de modificació (modding) del seu programari i de distribució de les modificacions, que quan el programari es va portar primer a Pascal i després a C++, es va continuar distribuint el codi font als usuaris registrats, els quals podien compartir les modificacions i compilar les seves pròpies versions del programari. Això podria haver contribuït a fer que continués sent el sistema i xarxa de BBS dominant, tot i ser fora del paraigües de Fidonet, que era compartit per moltíssim dels altres creadors de BBS.
A l'inici dels anys 80, l'adveniment de Usenet i d'UUCPNet va aprofundir en la connexió de la comunitat de programadors i va proporcionar una forma més senzilla perquè els programadors poguessin compartir el seu programari i contribuir al que havien escrit d'altres.

### Naixement del moviment del programari lliure
El 1983, en Richard Stallman va publicar el Manifest GNU i el Projecte GNU per a escriure un sistema operatiu complet lliure de restriccions en l'ús del seu codi font. Un dels incidents concrets que van provocar aquest fet va ser quan no es podia arreglar una impressora com volia perquè els usuaris no tenien accés al seu codi font. L'Stallman també va publicar, l'any 1985, el Manifest GNU per descriure el propòsit del Projecte GNU i explicar la importància del programari lliure. Una altra probable inspiració per al projecte GNU i el seu manifest GNU, va ser el desacord entre l'Stallmen i Symbolics, Inc. en referència a l'accés del MIT a les actualitzacions que Symbolics havia fet a la seva màquina Lisp, la qual es basava en codi del MIT. Poc temps després del llançament, va encunyar el terme programari lliure i va fundar la Fundació pel Programari Lliure per promocionar el concepte es va publicar una definició de programari lliure el febrer de 1986.
El 1989, es va publicar la primera versió de la Llicència Pública General GNU. Es va publicar la versió 2 amb lleugeres modificacions l'any 1991. El 1989, alguns desenvolupadors del GNU van crear l'empresa Cygnus Solutions. El nucli del projecte GNU, posteriorment anomentat GNU Hurd, es va ajornar completament, però molts altres components es van completar el 1991. Algun d'aquests, especialment el Compilador GNU, van esdevenir líders del mercat per mèrits propis. El Depurador GNU i el GNU Emacs també tenien un èxit prou notable.

### Linux (1991–)

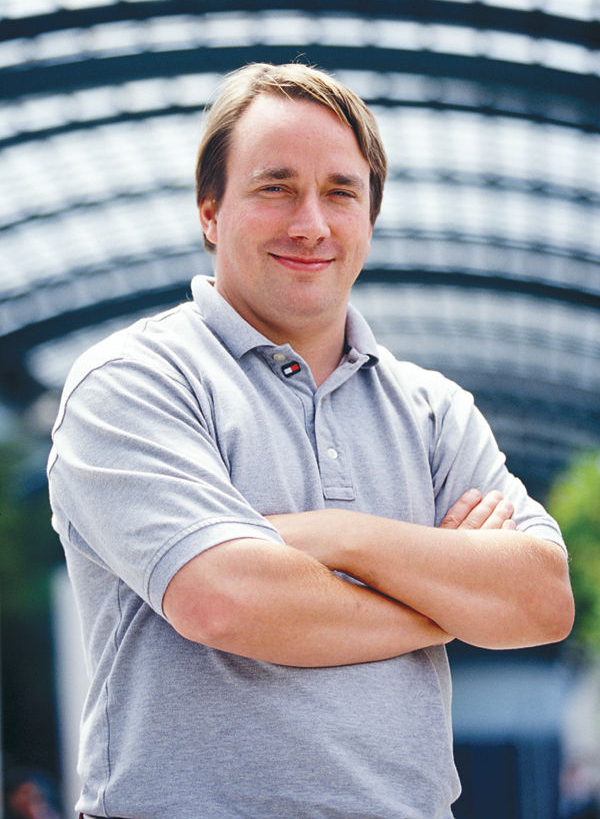
En Linus Torvalds, desenvolupador inicial del nucli Linux

El nucli del Linux (kernel), iniciat pel Linus Torvalds, es va publicar el 1991 en forma de codi font de lliure distribució. La llicència no era de programari lliure, però amb la versió 0.12 de febrer de 1992, en Torvalds va canviar la llicència del projecte a la GNU General Public License (GPL). De forma molt similar al UNIX, el nucli d'en Torvalds va atraure l'atenció de programadors voluntaris.
Fins aquest moment, la manca d'un nucli al projecte GNU significava que no existia cap sistema operatiu completament lliure. El desenvolupament del nucli d'en Torvalds tapava aquest forat. La combinació d'un sistema gairebé acabat, el sistema operatiu GNU, i el nucli del Linux va fer el primer sistema operatiu lliure complet.
D'entre les distribucions Linux, Debian Gnu/Linux la va iniciar l'Ian Murdock l'any 1993, fet remarcable pel seu compromís explícit als principis del programari lliure de GNU i la FSF. Els principis dels desenvolupadors de Debian s'expressen al Contracte social de Debian. Des del seu naixement, el projecte Debian ha estat estretament relacionat amb la FSF i, de fet, durant el període 1994-1995 la FSF va esponsoritzar la distribució. L'any 1997, l'ex líder del projecte Debian, Bruce Perensva ajudar a crear l'ONG Software in the Public Interest, dedicada al finançament i el suport de diversos projectes de programari lliure.
El Linux segueix sent programari lliure segons els termes de la llicència GPL de GNU, i moltes empreses ofereixen productes personalitzats basats en ell, o distribucions amb suport de pagament. La nomenclatura segueix generant controvèrsia. En fer referència al sistema com a conjunt és comú emprar un simple "Linux". Tot i això, la Free Software Foundation, i molts altres, advoquen per l'ús del terme "GNU/Linux", adduint que és un terme més acurat per a tot el sistema operatiu.
Durant l'última dècada del segle XX (1990-2000), l'adopció del Linux va créixer entre les empreses i els governs. Al món anglófon, la distribució Ubuntu, i els seus derivats, va esdevenir relativament popular.

### Els BSD lliures (1993-)
Quan va finalitzar el procediment de la demanda d'USL contra BSDi l'any 1993, es van publicar la FreeBSD i la NetBSD, ambdúes derivades de 386BSD, com a programari lliure. L'OpenBSD, es va crear l'any 1995 derivada de la NetBSD. Han aparegut altres versions derivades més recents, com la DrangonflyBSD.
Cap a finals del segle xx, la immensa majoria d'ordinadors que utilitzaven un BSD lliure eren les que tenien Mac OS X, un sistema operatiu privatiu basat en el Darwin d'Apple.

### Els anys de la bombolla digital (finals dels anys 90)
Cap finals dels anys 90, quan s'iniciaven moltes empreses relacionades amb els llocs web, es va popularitzar emprar programari lliure pels seus servidors web. El servidor HTTP Apache va esdevenir el programari de servidor web més utilitzat, un títol que encara manté avui (3r trimestre de 2013). Van aparèixer els sistemes anomenats LAMP, pel fet que incorporaven la pila de programari amb el nucli Linux a la seva base, l'Apache proporcionant serveis web, el gestor de base de dades MySQL per a l'emmagatzematge de dades i el llenguatge de programació PHP servint pàgines de forma dinàmica.

### L'inici de la font oberta
L'any 1997, l'Eric S. Raymond va publicar La catedral i el basar, una anàlisi de reflexió sobre la comunicat hacker i els principis del programari lliure. El document va rebre considerable atenció a inicis de 1998 i va ser un dels factors que va causar que la Netscape Communications Corporation alliberés el seu popular paquet d'aplicacio d'internet, el Netscape Communicator com a programari lliure. Aquest codi encara és avui en dia la base del Mozilla Firefox i del Mozilla Thunderbird.
L'acte de Netscape va donar peu que en Raymond i altres persones pensessin en com es podien portar els principis del programari lliure a la indústria del programari comercial. Varen concloure que l'activisme social de la FSF no feia el pes a companyies com Netscape i varen cercar una forma de canviar la percepció del moviment del programari lliure per a enfatitzar el potencial de negoci de compartir el codi font.
L'etiqueta "font oberta" la van adoptar algunes persones del moviment del programari lliure en una reunió estratègica que es va fer a Palo Alto, California, com a reacció a l'anunci Netscape de gener de 1998, en el que comunicava l'alliberament del codi font del Navigator. El grup de persones que hi havia en aquesta reunió eren, incloent-hi la Christine Peterson, qui va suggerir "open source" (font oberta), en Todd Anderson, en Larry Augustin, en Jon Hall, en Sam Ockman, en Michael Tiemann i l'Eric S. Raymond. Durant la setmana següent, en Raymond i altres varen treballar per escampar-ho. En Linus Torvalds va donar el seu important vistiplau l'endemà i En Phil Hugues, l'editor del Linux Journal, els va oferir un púlpit. En Richard Stallman, pioner del moviment del programari lliure, va plantejar-se adoptar el terme, però a la fi s'ho va repensar. Aquelles persones que van adoptar el terme van utilitzar l'oportunitat abans de l'alliberament del codi font del Navigator per a alliberar-se ells mateixos de les connotacions ideològiques i de confrontació del terme "programari lliure". Netscape va alliberar el seu codi font amb la Llicència Pública Netscape i, més endavant, amb la Llicència Pública Mozilla.
El terme va rebre una gran empenta durant un esdeveniment organitzat l'abril de 1998 per l'editor tecnològic Tim O'Reilly. Inicialment titulat com a "Cimera del programari gratuït" i posteriorment com a "Cimera del programari lliure", l'esdeveniment va reunir els líders de molts dels més importants projectes de programari lliure i de font oberta, incloent en Linus Torvalds, en Larry Wall, en Brian Behlendorf, l'Eric Allman, en Guido van Rossum, en Michael Tiemann, en Paul Vixie, en Jamie Zawinski de Netscape i l'Eric S. Raymond. En aquesta trobada va sorgir la confusió en relació al terme programari lliure. En Tieman defensava el terme "sourceware", mentre en Raymond defensava el terme "font oberta". L'assemblea dels reunits va fer una votació i es va comunicar l'opció guanyadora en una roda de premsa aquell mateix vespre. Cinc dies després, en Raymond va fer pública la primera crida a la comunitat del programari lliure a adoptar el nou terme. I poc temps després es va crear l'Open Source Initiative.
Tot i així, en Richard Stallman i la FSF varen queixar-se durament de l'estratègia de la nova organització. Els semblava que, amb el seu focus centrat en el codi font, l'OSI estava enterrant els valors filosòfics i socials del programari lliure, amagant el tema de la llibertat dels usuaris dels ordinadors. L'Stallman mantenia, però, que els usuaris d'ambdós termes eren aliats en la lluita contra el programari privatiu.
L'agost de 1999, Sun Microsystems va alliberar l'StarOffice, un paquet ofimàtic de programari lliure sota la GNU Lesser General Public License (GPL). La versió lliure la van anomenar OpenOffice.org i coexistia amb l'StarOffice.

## Escriptori (1984-)

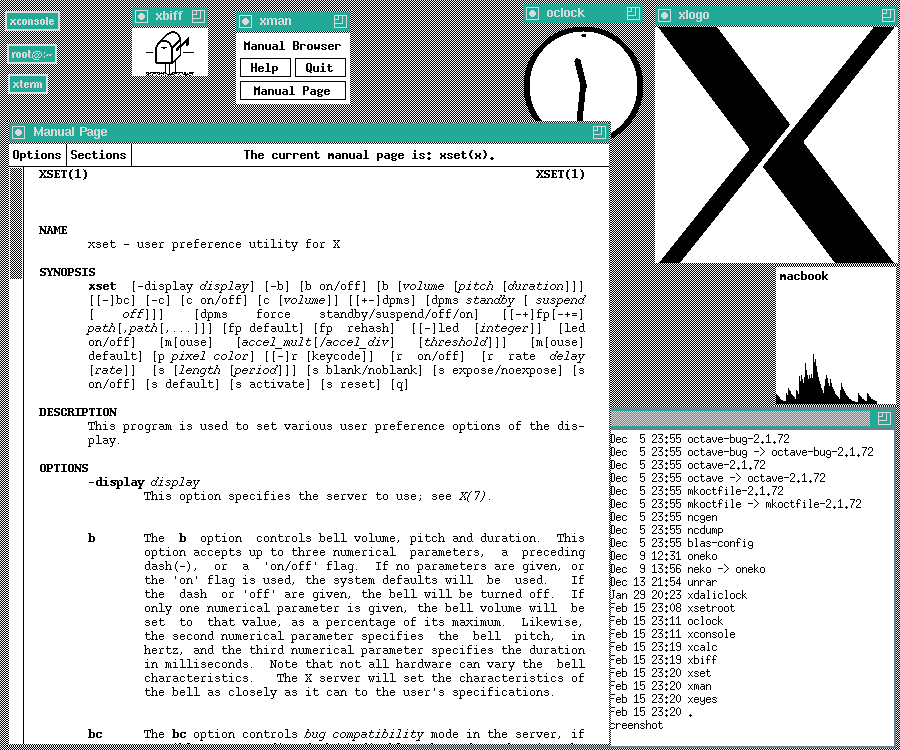
early X

El sistema X Window, conegut com a X, creat el 1984, va esdevenir el sistema gràfic de facto als sistemes operatius lliures de mitjans dels anys 90. Tot i això, X és un sistema de baix nivell relativament primitiu, segons els estàndards moderns, que proporciona un protocol i llibreries, moltes de les quals fa temps que són obsoletes i amb prou feines les utilitza el programari modern. Els usuaris dels sistemes operatius lliures gairebé sempre utilitzen alguna mena d'entorn d'escriptori, lleuger o més pesat, (segons les preferències de cadascú) que s'executa damunt l'X i programari escrit per a l'X durant els últims 15 anys, incloent els entorns d'escriptori - els quals gairebé utilitzen ginys d'eines escrits sobre l'X. Com a tots els sistemes operatius, no és necessari emprar aplicacions que s'hagin creat amb el mateix conjunt d'eines que l'entorn d'escriptori; de fet, s'han creat llibreries modulars per l'aparença i el comportament que, en habilitar-se, fan que les aplicacions Qt es vegin i comportin com a aplicacions Gtk i a l'inrevés. Aquestes llibreries fa temps que són habilitades de forma predeterminada.
Els primers "entorns d'escriptori" per a l'X eren tan lleugers i senzills (vegeu la il·lustració), que no s'anomenaven entorns d'escriptori sinó, de forma més simple, gestors de finestres. Tot i que l'X podia funcionar sense un gestor de finestres, era tan enrevessat d'emprar sense que els gestors de finestres en varen esdevenir un component essencial. Els entorns d'escriptori lleugers moderns també poden anomenar-se gestors de finestres; els entorns d'escriptori més pesats afegeixen als gestors de finestres funcionalitats molt importants, com la cerca d'escriptori. Tot i això, aquestes funcionalitats addicionals poden causar un consum molt més alt de recursos, el que sempre ha estat un tema important a l'hora de decidir la seva instal·lació en ordinadors antics. D'aquí ve el terme "pesants".
Dos dels entorns d'escriptori "pesos pesants" dels sistemes operatius lliures, són el KDE (que s'ha dividit en el KDE Plasma Workspaces, un entorn d'escriptori, i el KDE Software Compilation, un conjunt de programari molt més ampli que inclou l'entorn d'escriptori) i el GNOME.
El KDE el va crear l'any 1996 en Matthias Ettrich. Aleshores el preocupaven les inconsistències en les interfícies d'usuari dels programes UNIX. Va proposar un nou entorn d'escriptori, amb la intenció que aquest fos senzill. El seu missatge inicial a Usenet va crear un munt d'interès.
L'Ettrich va elegir emprar el conjunt de llibreries Qt per al projecte KDE. En aquella època, les Qt no empraven una llicència lliure. Els membres del projecte GNU es van mostrar preocupats per l'ús d'aquest conjunt d'eines per a la creació d'un entorn d'escriptori de programari lliure. L'agost del 1997, es varen iniciar dos projectes en resposta al KDE: el conjunt d'eines Harmony, un recanvi lliure per a les llibreries Qt, i el GNOME, un escriptori diferent sense Qt i construït completament amb programari lliure. En comptes de les Qt, el GNOME va fer servir com a base les GTK+.
El novembre del 1998, les Qt varen passar a emprar la llicència de font oberta Q Public License (QPL), però el debat va continuar quant a la compatibilitat d'aquesta amb la GNU General Public License (GPL). El setembre del 2000, Trolltech va alliberar la versió per a Unix de les llibreries Qt sota la GPL, a més de la QPL, fet que va eliminar les preocupacions de la Free Software Foundation sobre aquest tema.
Tant el KDE com el GNOME participen actualment a freedesktop.org, una iniciativa iniciada l'any 2000, per a estandarditzar la interoperabilitat dels escriptoris Unix, tot i que encara competeixen.
L'any 2010 Canonical va alliberar la primera versió del Unity, un recanvi per a l'anterior entorn d'escriptori predeterminat de l'Ubuntu, el GNOME. Aquest canvi a un nou entorn d'escriptori i interfície d'usuari encara en desenvolupament, va generar força controvèrsia entre els usuaris de l'Ubuntu.
La distribució Fedora no va adoptar el Unity, mantenint la seva anterior oferta per triar entre GNOME, KDE i LXDE, essent el GNOME el predeterminat i, per tant, el Red Hat Enterprise Linux, del qual Fedora fa de banc de proves, tampoc va adoptar el Unity. Un grup de desenvolupadors a Ubuntu van crear-ne un derivat que mantenia el GNOME i descartava el Unity. Tot i això, l'Ubuntu encara manté el Unity com el seu entorn d'escriptori predeterminat i no té plans de canviar-lo. De fet, una s'està emprant una variant del Unity per a l'Ubuntu Touch, la versió de l'Ubuntu per a telèfons intel·ligents i tauletes.
A mesura que el programari lliure va esdevenir més popular, els pesos pesants de la indústria, com Microsoft, varen començar a veure'l com una amenaça seriosa. Això es va veure en un document filtrat del 1998, del qual Microsoft en va confirmar la veracitat, que es va donar a conèixer com "el primer dels Documents de Halloween".
Microsoft va comparar un cop la GPL amb "un càncer", però no ha tornat a emprar aquesta analogia. De fet, des d'aleshores Microsoft ha moderat la seva posició pública respecte al programari lliure en general, com a reconeixement del fet que el programari lliure és avui en dia una part important de l'ecosistema del Microsoft Windows. Tot i això, de forma simultània i de sotamà, els actes de Microsoft no han estat gaire favorables a la comunitat del programari lliure.

## Les contribucions de Microsoft al programari lliure
L'any 2006 Microsoft va crear el seu lloc d'hostatjament de codi de font oberta, el CodePlex, que proporciona hostatjament per als desenvolupadors de programari lliure que ho fan per a les plataformes de Microsoft. El juliol del 2009 Microsoft va passar a font oberta alguns pegats de l'Hyper-V per al nucli de Linux, perquè ho havien de fer segons la GPL, i els va aportar al desenvolupament del nucli. Tingueu present que l'Hyper-V no és programari lliure. El compilador de Microsoft F#, creat el 2002, també s'ha alliberat com a programari lliure sota la llicència Apache. El compilador F# és un producte comercial, ja que s'ha incorporat al Visual Studio, que no ho és.
Els representants de Microsoft han fet sovint aparicions a diversos esdeveniments de programari lliure i Linux, durant molts anys.
Fa poc Microsoft ha creat una subsidiària anomenada Microsoft Open Technologies Inc., amb la intenció d'omplir el buit entre les seves tecnologies propietàries i les tecnologies de tercers, mitjançant els estàndards del programari lliure.

### SCO contra IBM i la mala publicitat relacionada (2003-)
L'any 2003, el venedor d'Unix privatiu i anterior distribuïdor de Linux, SCO, va alegar que s'havia copiat de forma il·legal propietat intel·lectual al nucli del Linux, va demandar a IBM per la seva responsabilitat al respecte. Es van produir un munt de demandes i contrademandes, algunes amb SCO com a demandant, d'altres com a demandat. Tot i això, les acusacions d'SCO no eren prou concretes i mentre alguns mitjans les prenien per fonamentades, molts crítics d'SCO pensaven que les acusacions eren, en el millor dels casos, dubtoses.
Durant el cas d'SCO contra IBM es va demostrar que no només la mateixa SCO havia estat distribuint el nucli de Linux durant anys sota la GPL, i que va continuar fent-ho (el que buidava qualsevol reclamació de base legal), sinó que SCO ni tan sols tenia la propietat de molt del codi d'Unix sobre el que en reclamava els drets, i no tenia dret per reclamar-los en nom del suposat propietari, Novell.
I això es va produir tot i el fet que l'executiu en cap d'SCO, en Darl McBride, havia fet nombroses i virulentes declaracions sobre l'apropiació indeguda als mitjans, moltes de les quals es van demostrar posteriorment com a falses o, si n'hi havia alguna de certa, irrelevants.
El blog Groklaw va ser un dels investigadors a fons de les reclamacions d'SCO i fets relacionats, guanyant la seva popularitat cobrint aquest tema durant anys.
SCO va ser derrotat un cop darrere l'altre a SCO contra IBM i en altres casos judicials, i va declarar-se en fallida Chapter 11 l'any 2007. Però, tot i que els tribunals van determinar que SCO no era la propietària dels drets (vegeu més amunt) i que el seu executiu en cap, en Darl McBride, ja no era a l'empresa, el síndic de fallida (aquí anomenats liquidadors o administradors judicials), va decidir pressionar en alguns temes que va considerar encara importants quant a la demanda d'SCO contra IBM. Aparentment s'ho podia permetre perquè el gabinet jurídic que SCO havia contractat havia signat un contracte a preu fet, independentment de la durada del procediment, tot i que no va quedar clar com es cobririen les altres despeses d'aquest.
L'any 2004, la Alexis de Tocqueville Institution va anunciar la seva intenció de publicar un llibre, Samizdat, on s'argumentava que el codi del nucli Linux s'havia basat en codi robat del Unix, principalment amb l'argument que era impossible creure que en Linus Torvalds hagués creat una cosa tan sofisticada com el nucli del Linux. El llibre no es va publicar mai, després de ser ridiculitzat i criticat, incloent les persones que suposadament s'havia entrevistat al llibre. Va resultar que algunes d'aquestes persones ni tan sols havien estat entrevistades i, en concret, ADTI no va fer cap intent de posar-se en contacte amb en Linus Torvalds, sense acusar-lo directament ni deixar-lo defensar-se. Microsoft va intentar aparcar aquest incident, declarant que havia estat una confusió.
Molts van sospitar que alguns o tots aquests atacs de FUD (por, incertesa i dubte) contra el nucli Linux havien estat maniobres encobertes de Microsoft, tot i que mai s'ha pogut demostrar. Tot i això, tant l'ADTI com SCO varen ser financiades per Microsoft.

### La Comissió Europea contra Microsoft (2004-2007)
L'any 2004, la Comissió Europea va acusar Microsoft de comportament monopolístic i contrari a la lliure competència en relació amb la interoperabilitat al mercat de programari de treball en grup. Anteriorment, l'any 2001, Microsoft havia pactat al cas Estats Units contra Microsoft en el que se l'acusava d'exercir abusos monopolístics en obligar els ensambladors de maquinari a preinstal·lar l'Internet Explorer. La Comissió va exigir a Microsoft que entregués documentació completa dels seus protocols de treball en grup per permetre als seus competidors interoperar amb el seu programari i li va imposar sancions per import d'1,5 milions d'euros per dia que trigués a fer-ho. La Comissió tenia jurisdicció en aquest tema pel fet que Microsoft ven el programari en qüestió a Europa.
Un cop va perdre el recurs d'apel·lació interposat als òrgans judicials europeus, Microsoft va complir la sentència produint molta i detallada informació com la sentència imposava.
El projecte Samba, com a únic competidor de Microsoft en l'apartat del programari de treball en grup, va ser el principal beneficiari d'aquesta documentació.

### Controvèrsia ISO OOXML (2008-)
L'any 2008 l'Organització Internacional per a l'Estandardització (ISO) va publicar l'Office Open XML de Microsoft com un estàndard internacional fet el qual implicava que aquest i, per tant, el Microsoft Office, podien emprar-se en projectes on fos obligatori per llei o per política, l'ús d'estàndards oberts. Hi va haver crítiques en el procés d'estandardització, fins i tot d'alguns membres nacionals de l'ISO involucrats en el mateix procés, alegant irregularitats en i violacions de procediment i argumentant que l'ISO no hauria d'haver aprovat l'OOXML com un estàndard pel fet que fa referència a accions no documentades del Microsoft Office.
Encara ah a hores d'ara, finals de 2013, no existeix cap implementació completament lliure i correcta de l'OOXML, fet que dona validesa a les crítiques referents a la dificultat d'implementar l'especificació per infradocumentada. Actualment, Google encara no pot convertir els documents de l'Office en el seu format propietari Google Docs de forma correcta. Això suggereix que l'OOXML no és realment un estàndard obert, sinó un document parcial que descriu el que fa el Microsoft Office i només amb relació a determinats formats de fitxer.

## El programari lliure i els llenguatges de programació
La gran majoria de llenguatges de programació que s'utilitzen avui en dia tenen disponibles versions en programari lliure.
Des dels anys 90, en la majoria de llenguatges de programació la norma, més que no pas l'excepció, ha estat publicar-los com a programari lliure, tant els compilats com els interpretats. En són exemples els llenguatges Python (1991), Ruby (1995) i Scala (2003).
Últimament, les excepcions més notables han estat el Java, l'Adobe Flash, tècnicament Actionscript, però tothom en fa referència amb el nom del paquet complet, Flash, i el C#. Tot i això, s'han desenvolupat implementacions lliures parcialment compatibles amb els tres i, en el cas del Java, la implementació lliure és molt a prop de la versió comercial.

### Java
La plataforma Java no ha estat mai programari lliure, des de la seva primera versió pública l'any 1996, tot i que la part de codi font del runtime de Java es va incloure als Java Development Kits, suposadament de forma confidencial, tot i el fet que es podia baixar de forma lliure pel públic en general des de la majoria de països. Més endavant Sun va ampliar aquest accés "confidencial" a incloure el codi font complet del Java Runtime Environment mitjançant un programa a banda de públic accés i, encara més tard, va posar a disposició del públic el codi del compilador Java javac. Sun també va proporcionar de forma confidencial el codi del JDK al projecte Blackdown Java, format per voluntaris que portaven versions preliminars dels JDK a Linux o milloraven els ports Linux dels JDK de Sun. tot i això, cap d'aquests va ser programari lliure, perquè Sun no permetia en cap cas modificacions o redistribucions del seu programari. Sun va declarar en aquella època que els preocupava evitar la creació de projectes derivats de la plataforma Java.
L'any 2006 en Jonathan I. Schwartz, va esdevenir director exectiu de Sun Microsystems i va remarcar el seu compromís amb el programari lliure. El 8 de maig de 2007, Sun va publicar el Java Development Kit com a OpenJDK, sota la GPL. Una part de les llibreries (un 4%) no es van poder publicar com a programari lliure per cause d'estar llicenciades de terceres parts i es van incloure com a complements binaris. Per aquest fet, el juny de 2007, Red Hat va crear IcedTea, per resoldre els principals obstacles amb els seus equivalents de la implementació de GNU Classpath. Des de la seva publicació, s'han resolt la majoria d'obstacles, quedant només pendent el codi d'àudio i del sistema de gestió de color (aquest últim es pot resoldre amb el LittleCMS).

## Desenvolupaments recents

### Android (2008-)
El setembre de 2008, Google va publicar al primera versió del sistema operatiu Android, un nou sistema operatiu per a telèfons intel·ligents com a programari lliure (tingueu present que algunes aplicacions de Google que van amb l'Android no són programari lliure). Google va entregar de franc el sistema operatiu, el qual van incorporar molts fabricants de dispositius. Després Google va comprar Motorola Mobility i van produir els seus propis telèfons i tauletes Android, mentre seguien permetent que altres fabricants l'empressin. Actualment Android és el sistema operatiu per a dispositius mòbils amb més implantació a nivell mundial.
Com que l'Android es basa en el nucli de Linux, això significa que Linux és el nucli dominant tant en les plataformes mòbils (per l'Android), com als súperordinadors, i un jugador important al món dels sistemes operatius de servidor.

### Chrome OS (2009-)
Fins fa poc, Linux ha estat una opció relativament habitual com a sistema operatiu d'escriptori i portàtils. Tot i això, el Chromebook de Google, que executa el sistema operatiu lliure Chrome OS basat en Linux i és, en essència, un client lleuger web, té entre un 20% i un 25% del mercat de portàtils per sota dels 300$ als Estats Units.

### Control de versions distribuït (prop de 2005-)
La creixent popularitat dels sistemes distribuïts de control de versions (en anglès, DVCS de "Distributed Version Control System") de codi font com el git (creat el 2005), i de llocs d'hostatjament de DVCS, dels quals el més popular és GitHub (fundat el 2008), ha ajudat de gran manera a reduir les barreres per participar en els projectes de programari lliure. Amb llocs com el GitHub, els potencials contribuïdors no havien de fer més cerques complicades a fi d'obtenir l'URL del repositori de codi font (la qual podia ser a diferents llocs en funció del lloc del projecte o, a vegades, amagat en un fitxer README o documentació del desenvolupador), o haver-se d'empescar com generar un pegat, o si era necessari subscriure's a una determinada llista de correu perquè el correu amb el seu pegat arribés a les persones adients. Amb GitHub els contribuïdors només han de fer un clic per a crear un fork i tenir la seva pròpia còpia d'un repositori i fer una petició de pull de la branca adient quan les seves modificacions estiguin preparades. GitHub ha esdevingut el lloc d'hostatjament més popular al món per al programari lliure i la facilitat per a crear forks i la seva visibilitat l'ha fet la forma més popular per als contribuïdors de fer canvis, grans i petits.
Fins i tot, GitHub té una prestació per a facilitar l'edició de forma senzilla de fitxers individuals, la qual (des del 2011) crea de forma automàtica un fork del repositori si l'usuari no té permisos per a editar-lo directament, i després fa la petició de pull si l'usuari ho desitja. Això permet efectuar canvis de manera segura a cadenes de text o correccions de documentació de forma transparent des del mateix navegador web i ho fa amb una experiència d'usuari similar a la d'un wiki.